# Croce (Caldarola)
Croce è una frazione del comune di Caldarola in provincia di Macerata.

## Storia
È uno dei castelli che si trovano compresi nel territorio comunale e vede la sua origine in epoca medievale. Fece parte del sistema di difesa dell'antico Ducato dei Da Varano.
Il castello di Croce del XIV secolo mantiene intatta la struttura di un notevole sistema di fortificazioni realizzate con grosse pietre squadrate. Dell'antica fortezza rimane la torre poligonale, oggi campanile della chiesa parrocchiale. Anche qui sono conservate numerose opere pittoriche di Nobile da Lucca e dei De Magistris. Per la chiesa dipinse una pala d'altare Carlo Magini, di Fano.
Non è noto se l'insediamento alto medioevale ebbe fasi di vita precedenti. Non lo rivela il toponimo, né le notizie pervenute. È noto che nel 967 la zona era divisa in due corti appartenenti all'Abbazia di San Clemente a Casauria in Abruzzo: Curtes in cruce. Il paese prese nome dal titolare della propria chiesa: Santa Croce. L'altra corte doveva essere Castiglione, oggi modesto raggruppamento di case appartenenti alla frazione di Castiglione di Croce, come segnalato all'entrata del paese in questione. Il nome fa pensare ad una presenza castellare, a difesa della strada che collega Pievefavera a Vestignano. È inoltre da segnalare un piccolo insediamento ai piedi di Castiglione, Contrada Servella, facente anch'essa parte della frazione di Castiglione di croce, la quale risulta così di maggiori dimensioni della più nota Croce, anche se con minori abitanti. Nel 967 Ottone I, confermava al monastero le corti di Vestignano, Caldarola, S. Angelo di Favera, le due di Croce, Montaldo e le altre: in tutto 22.
La fortificazione di Croce pervenuta a noi è varanesca e difende il lato a levante del colle stesso. La prima struttura, la cortina di levante, è imponente, la più gigantesca dei castelli della zona, esposta per molte ore alla luce mattutina e meridiana, con rare finestre, in parte recenti. Al centro, la porta d'ingresso ad arco acuto. La parete a sud è occupata dalla chiesa forse ricavata posteriormente. È incernierata alle due cortine la torre poligonale trasformata in campanile.
Il pievano di Favera esercitava nel XIII secolo giurisdizione civile e religiosa su Croce e Pievefavera, l'una e l'altro patronato dei Varano, è probabile che il castello sia stato costruito dalla potente pieve come avamposto proprio dei Varano.
La struttura castellare s'impone per la potenza con la quale è concepita. Le casette fuori restano come ricordo di una folta popolazione attivissima nei campi e profondamente religiosa. All'interno del castello il colle e il pozzo creano solitudine e pace. La chiesa è arricchita dai dipinti in tavola e tela fino ad un delicato settecentesco Mancini.
Finita l'era castellare, cresciuta la popolazione attivissima in agricoltura, il paese si è sviluppato più in basso, a fianco alla zona difesa, con case di agricoltori affiancate da stalle e capanne piene di fieno e attrezzi agricoli. Il territorio è particolarmente ricco di uliveti dove è presente prevalentemente olivi della varietà Coroncina e della varietà Oliva grossa che localmente viene detta "Oliva grossa di Croce".